# Oben vorm Steeg
Die Ortslage Oben vorm Steeg im Wohnquartier Zoo im Wuppertaler Stadtbezirk Elberfeld-West geht auf eine alte Hofbezeichnung zurück.
Heute, in der Nachbarschaft des Wuppertaler Zoos, ist die Ortslage kaum erhalten. Ein Teil der Hofanlage existiert im Gebäudekomplex des Restaurationsgebäudes „Zum alten Kuhstall“ an der Hubertusallee, Einmündung zum Boettingerweg.

## Geschichte
Die Besitzerfamilie vorm Steeg nannte sich nach dem Gut vorm untersten Steeg, das 1594 erwähnt wurde. Über Vorm obersten Steeg wurde als Erbgut der benachbarten Ortslage Unten vorm Steeg 1644 berichtet. Der Name der Ortslage geht wohl auf einen Steg, eine alte Wupperbrücke zurück.

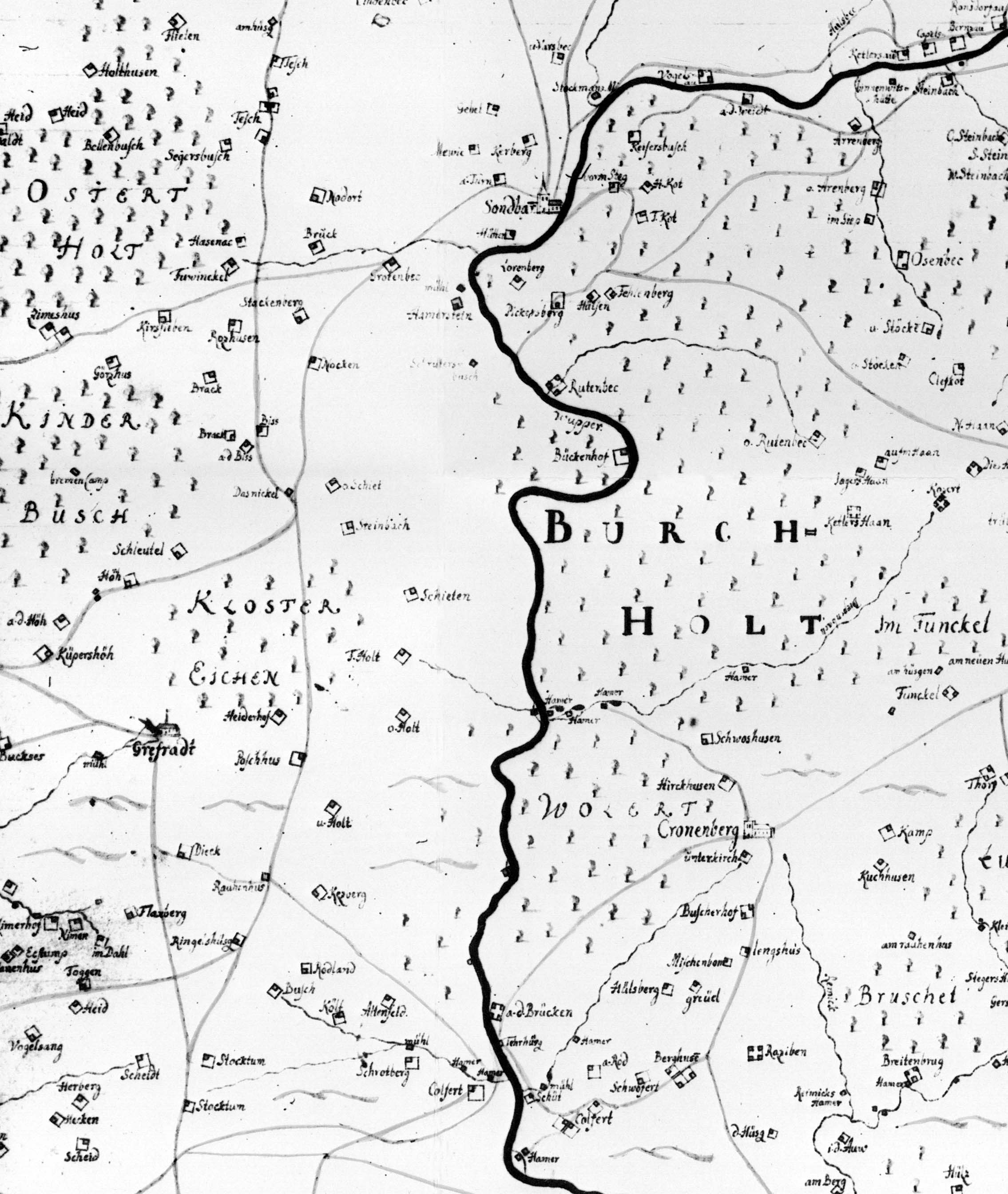
Ausschnitt der Topographia Ducatus Montani

Nach dem Kartenwerk Topographia Ducatus Montani des Erich Philipp Ploennies aus dem Jahre 1715 ist die Ortslage an einem Weg eingezeichnet, der über der Ortslage Pickartsberg nach Norden mit einem Bogen über Oben vorm Steeg zur Wupper nach Sonnborn führt; es handelt sich vermutlich um den Weg, der heute als Boettingerweg bekannt ist.
Im Stadtplan von 1892 ist die Ortslage eingezeichnet, und im Adressbuch ist sie noch bis 1935 zu finden.
Vor 1885 entstand in der Ortslage durch den Bauherrn Adolf Haarhaus die Villa Sonneck (Hausanschrift Boettingerweg 4), die im September 1890 von Henry Theodore Böttinger erworben und als Sommerwohnung genutzt wurde. Um die Jahrhundertwende ließ Boettinger rund 250 Meter weiter den Hang hinauf die Villa Boettinger erbauen (Hausanschrift Boettingerweg 35, teils auch Villa Sonneck II genannt). Die beiden Villen waren durch einen weitläufigen Park verbunden. Nach dem Tode Boettingers erwarb die Stadt Wuppertal die Liegenschaft für potentielle Erweiterungen des Zoogeländes.
Die Villa Sonneck ist ebenso wie die 1970 niedergelegte Villa Boettinger nicht erhalten. Das Gelände der ehemaligen Villa Boettinger gehört heute zum Zoo und ist mit dem neuen, 1995 eröffneten Elefantenhaus überbaut, einzig allein das ehemalige kleine Pförtnerhaus der Villa Boettinger existiert noch innerhalb des Geländes des Zoos.

## Landgasthof „Zum alten Kuhstall“

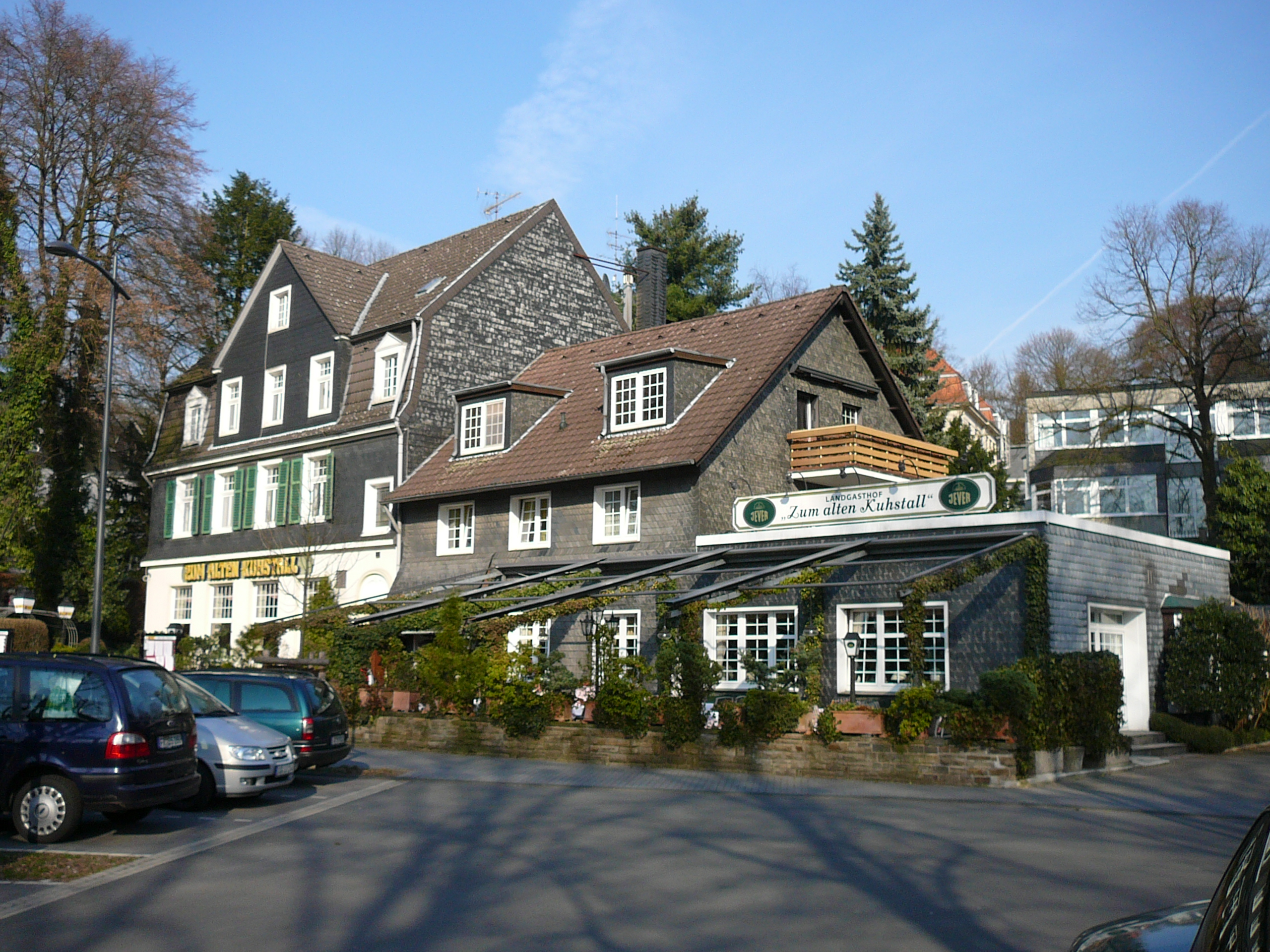
Landgasthof „Zum alten Kuhstall“

Das historische Fachwerkhaus des Landgasthof „Zum alten Kuhstall“ wurde von der Familie Schön im Jahr 1772 erbaut. Es soll schon damals als Gaststube für Kaufleute und Kutscher gedient haben. 1882 wurde das Haus von Fritz Schön im Zuge der Eröffnung des Zoos und der Erschließung des Zooviertels im wilhelminischen Stil ausgebaut. Das Restaurationsgebäude wurde im Laufe der Jahre mehrfach verändert, wird aber noch heute als Gasthof betrieben. Große Um- und Anbaumaßnahmen fanden in den 1950er Jahren und 1970, bei dem der mittlere Gebäudeteil abgerissen und im alten Stil neu aufgebaut wurde, statt. Mit dem Wechsel eines neuen Pächters wurde das Haus im August bis November 2011 renoviert. Diese neue Pächterin hatte das Restaurant vom November 2011 bis Juni 2014 betrieben.